# EC 1.4.4
La EC 1.4.4 è una sotto-sottoclasse della classificazione EC relativa agli enzimi. Si tratta di una sottoclasse delle ossidoreduttasi che include enzimi che utilizzano donatori di elettroni di tipo amminico e disolfuro come accettore.

## Enzimi appartenenti alla sotto-sottoclasse
| numero EC  | nome accettato                         |
| ---------- | -------------------------------------- |
| EC 1.4.4.2 | glicina deidrogenasi (decarbossilante) |